# Melanolophia bugnathos
Melanolophia bugnathos là một loài bướm đêm trong họ Geometridae.